# James N. Galloway
James N. Galloway (* 26. Oktober 1944 in Annapolis (Maryland)) ist ein US-amerikanischer Geowissenschaftler auf dem Gebiet der Biogeochemie. Galloway ist Professor an der University of Virginia. 1972 erwarb er einen Doktortitel in Chemie an der University of California.

## Leben
Am Anfang seiner Forscherlaufbahn beschäftigte er sich mit Saurem Regen.
Heute erforscht er den Stickstoffkreislauf. Galloway prägte dort den Begriff der Stickstoffkaskade (englisch nitrogen cascade).
2020 wurde Galloway in die National Academy of Sciences gewählt.

## Schriften
- J. N. Galloway, G. E. Likens, E. S. Edgerton: Acid Precipitation in the Northeastern United States: pH and Acidity. In: Science, Band 194, Nummer 4266, November 1976, S. 722–724. doi:10.1126/science.194.4266.722. PMID 17832540.
- J. N. Galloway, G. E. Likens, M. E. Hawley: Acid Precipitation: Natural Versus Anthropogenic Components. In: Science. Band 226, Nr. 4676, 16. November 1984, S. 829–831, doi:10.1126/science.226.4676.829.
- James N. Galloway, John D. Aber, Jan Willem Erisman, Sybil P. Seitzinger, Robert W. Howart, Ellis B. Cowling, B. Jack Cosby: The Nitrogen Cascade. In: BioScience. Band 53, Nr. 4, April 2003, S. 341, doi:10.1641/0006-3568(2003)053[0341:TNC]2.0.CO;2 (oxfordjournals.org [PDF]).